# بروئیه (خاتم)
بروئیه، روستایی از توابع بخش مرکزی شهرستان خاتم در استان یزد ایران است. این روستا در حاشیه پناهگاه حیات وحش بروئیه است. این پناهگاه نخستین منطقه تحت مدیریت محیط زیست در محدوده شهرستان خاتم بوده و وجه تسمیه نامگذاری آن ، وجود روستای بروئیه در کنار منطقه است.

## جمعیت
این روستا در دهستان فتح‌آباد قرار دارد و براساس سرشماری مرکز آمار ایران در سال ۱۳۸۵، جمعیت آن ۷۲ نفر (۱۶خانوار) بوده‌است.